# كاثرين رينولدز
كاثرين رينولدز (بالإنجليزية: Katherine Reynolds)‏ (14 سبتمبر 1987 بسان كليمينتي في الولايات المتحدة - ) هي لاعبة كرة قدم أمريكية في مركز الدفاع. شاركت مع منتخب الولايات المتحدة تحت 23 سنة للسيدات لكرة القدم ‏. أما مع النوادي، فقد لعبت مع بورتلاند ثورنز ونادي فرايبورغ ووسترن نيويورك فلاش وواشنطن سبيريت وNewcastle Jets FC (W-League) ‏ وPhiladelphia Independence ‏ ووسترن نيويورك فلاش وSound FC (women) ‏ وAtlanta Beat (WPS) ‏.

## وصلات خارجية
- كاثرين رينولدز على موقع قاعدة بيانات كرة القدم.إي يو (الإنجليزية)
- كاثرين رينولدز على موقع Soccerway.com (الإنجليزية)
- كاثرين رينولدز على موقع عالم كرة القدم.نت (الإنجليزية)